# كين كايزر
كين كايزر (بالإنجليزية: Ken Kaiser)‏ هو حكم كرة قاعدة ‏ أمريكي، ولد في 26 يوليو 1945 في روتشستر في الولايات المتحدة، وتوفي في 8 أغسطس 2017 بسبب السكري.